# Klumpenstichprobe
Eine Klumpenstichprobe (häufig auch als Cluster-Stichprobe oder englisch Cluster sampling bezeichnet) ist eine Form der eingeschränkten Zufallsauswahl. 

## Definition

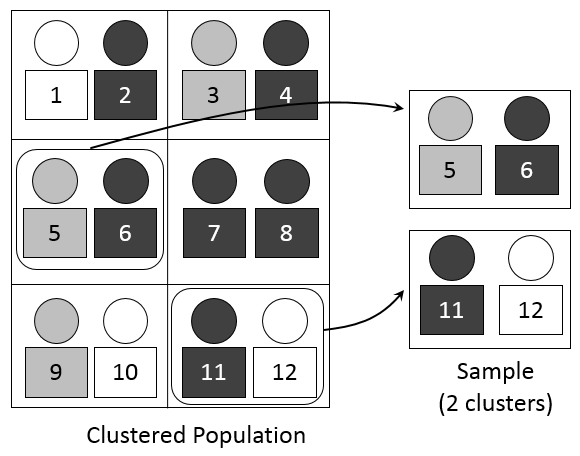
Cluster sampling. Eine Gruppe von 12 Personen ist in sechs Paare (z. B. Ehepaare) aufgeteilt. Zwei Paare werden als Zufallsstichprobe ausgewählt.

Für eine Klumpenstichprobe wird die Grundgesamtheit in Teilgesamtheiten zerlegt, die sogenannten Klumpen oder Cluster.
Die Klumpen sollen die meiste Variation des zu untersuchenden Merkmals jeweils selbst beinhalten und ansonsten möglichst homogen zueinander sein.
Für eine Klumpenstichprobe geht man nun so vor, dass ein Teil der Klumpen zufällig ausgewählt wird.
Man unterscheidet:
- einstufige Klumpenstichproben: in den ausgewählten Klumpen findet eine Totalerhebung statt.
- zweistufigen Klumpenstichproben: in den ausgewählten Klumpen findet eine zufällige Teilerhebung statt.

## Eigenschaften
Oft ist die Klumpeneinteilung geografisch motiviert. Wenn beispielsweise eine deutschlandweite Schülerbefragung ansteht, kann man sich möglicherweise auf eine Totalbefragung in einigen zufällig ausgewählten Schulen beschränken. Die Reduktion der Erhebungskosten ist ein Hauptmotiv für die Benutzung von Klumpenstichproben. Wenn die Klumpen etwa gleich groß sind und die Merkmalserwartungswerte in den Klumpen nahezu übereinstimmen, kann der interessierende Merkmalswert mit einer Klumpenstichprobe sogar mit kleinerer Varianz geschätzt werden, als bei reiner Zufallsauswahl gleichen Stichprobenumfangs in der (großen) Grundgesamtheit. Davon darf jedoch nicht in jedem Fall ausgegangen werden: Klumpen können in Bezug auf das interessierende Merkmal untereinander durchaus systematisch unterschiedlich sein (z. B. Schulen in verschiedenen Wohngebieten).

## Beispiel
Als prominentes Beispiel für eine Klumpenstichprobe wird mitunter der Haßlocher Testmarkt genannt: In der Kleinstadt Haßloch in Rheinland-Pfalz führt das Marktforschungsunternehmen GfK für seine Kunden von 1988 bis 2021 regelmäßig Markttests neuer Produkte sowie Testeinsätze von Werbespots und Printwerbung durch, deren Erfolg über die bundesweite Einführung dieser Produkte und Marketingmaßnahmen entschied. Hier wurde allerdings aus allen „Klumpen“ (=deutschen Ortschaften) nur ein einziger (=die Stadt Haßloch) ausgewählt, was für Klumpenstichproben untypisch ist.